# ووادیسواف استسیک
ووادیسواف استسیک (لهستانی: Władysław Stecyk؛ ‏ تلفظ لهستانی: [vwaˈdɨswaf]؛ ‏ زادهٔ ۱۴ ژوئیهٔ ۱۹۵۱) کشتی‌گیر اهل لهستان بود.